# Ahmad Fauzi Saari
Ahmad Fauzi Saari (Kedah, Malasia, 30 de abril de 1982) es un exfutbolista de Malasia que jugaba en la posición de centrocampista.

## Carrera

### Club
| Periodo   | Club               | Apariciones | Goles |
| --------- | ------------------ | ----------- | ----- |
| 2004-2011 | Kedah FA           | 95          | 40    |
| 2012      | Johor FA           | 32          | 1     |
| 2013      | Felda United FC    | 26          | 0     |
| 2014      | ATM FA             | 7           | 0     |
| 2015      | Negeri Sembilan FA | 0           | 0     |
| 2016      | Perlis FA          | 5           | 0     |

### Selección nacional
Fue convocado para la Copa Asiática 2007 pero no jugó ningún partido.

## Logros
- Malaysia FA Cup: 2006/07, 2007/08